# Бјеловац
Бјеловац је насељено мјесто у општини Братунац, Република Српска, БиХ. Према попису становништва из 2013. у насељу је живјело 202 становника.

## Географија
Смештен је на левој обали Дрине. Обухвата подручје од 205 хектара.

## Историја
Пред зору 14. децембра 1992. године су муслиманске снаге из Сребренице извршиле напад на село, приликом кога је почињен покољ локалног српског становништва.

## Становништво
| Демографија (општина Бјеловац) | Демографија (општина Бјеловац) | Демографија (општина Бјеловац) |
| Година                         | Становника                     | Становника                     |
| ------------------------------ | ------------------------------ | ------------------------------ |
| 1948.                          | 2.553                          |                                |
| 1991.                          | 290                            |                                |
| 2013.                          | 202                            |                                |